# Kovar

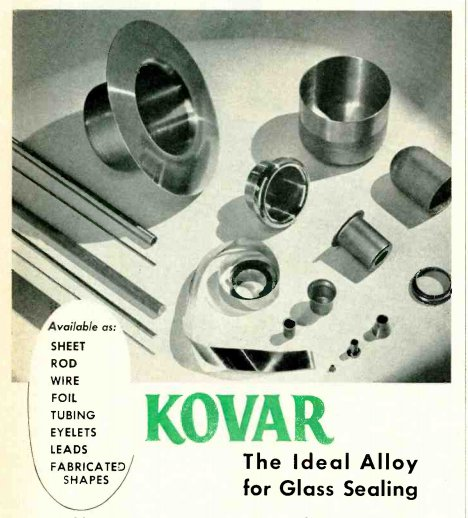
Sortiment av föremål i kovar från en annons i en elektroniktidning från 1950.

Kovar är en legering med sammansättningen järn (ca 46,5 %), nickel (29 %), kobolt (17 %), spår av kol, kisel, mangan och svavel.
Legeringens främsta egenskap är att dess längdutvidgningskoefficient ligger mycket nära vissa glassorter, varför trådar av detta materiel lämpar sig för vakuumtät insmältning i glas för anslutning till elektroder i elektronrör och dylikt. Sammansättningen kan varieras något för att passa olika glaskvaliteter så bra som möjligt.